# Лемуэн, Рене
Рене Лемуэн (фр. René Lemoine, 29 декабря 1905 — 19 декабря 1995) — французский фехтовальщик, олимпийский чемпион и чемпион мира.

## Биография
Родился в 1905 году в Нанси в семье главного управляющего компании «Пежо»; изучал высшую математику и право, увлекался фехтованием. В 1930 году стал обладателем серебряной медали Международного первенства по фехтованию в Льеже. В 1931 году стал чемпионом Международного первенства по фехтованию в Вене. В 1932 году стал обладателем золотой медали Олимпийских игр в Лос-Анджелесе. В 1934 году завоевал золотую и серебряную медали Международного первенства по фехтованию в Варшаве. В 1935 году стал обладателем серебряной медали Международного первенства по фехтованию в Лозанне. В 1936 году получил серебряную медаль Олимпийских игр в Берлине.
В 1937 году стал серебряным и бронзовым призёром первого официального чемпионата мира (тогда же Международная федерация фехтования задним числом признала чемпионатами мира все прошедшие ранее Международные первенства по фехтованию). После этого переехал в Экваториальную Африку, где занялся выращиванием кофе и экспортом колониальных товаров.
После капитуляции Франции во Второй мировой войне стал главой военного и гражданского Сопротивления в Убанги-Шари, организовал акции в поддержку организации «Свободная Франция» генерала Де Голля. В 1940 году был арестован вишистскими властями, но провёл в заключении всего лишь полтора месяца. Впоследствии принимал участие в боевых действиях на Мадагаскаре и в Северной Африке. Стал офицером Ордена Почётного Легиона, был награждён Военным крестом.